# Věžový vodojem (Cítoliby)
Věžový vodojem je bývalá barokní vodárenská věž, která stojí v severovýchodním koutu Tyršova náměstí čp. 46 v obci Cítoliby v okrese Louny. Stavba je kulturní památkou České republiky.

## Historie

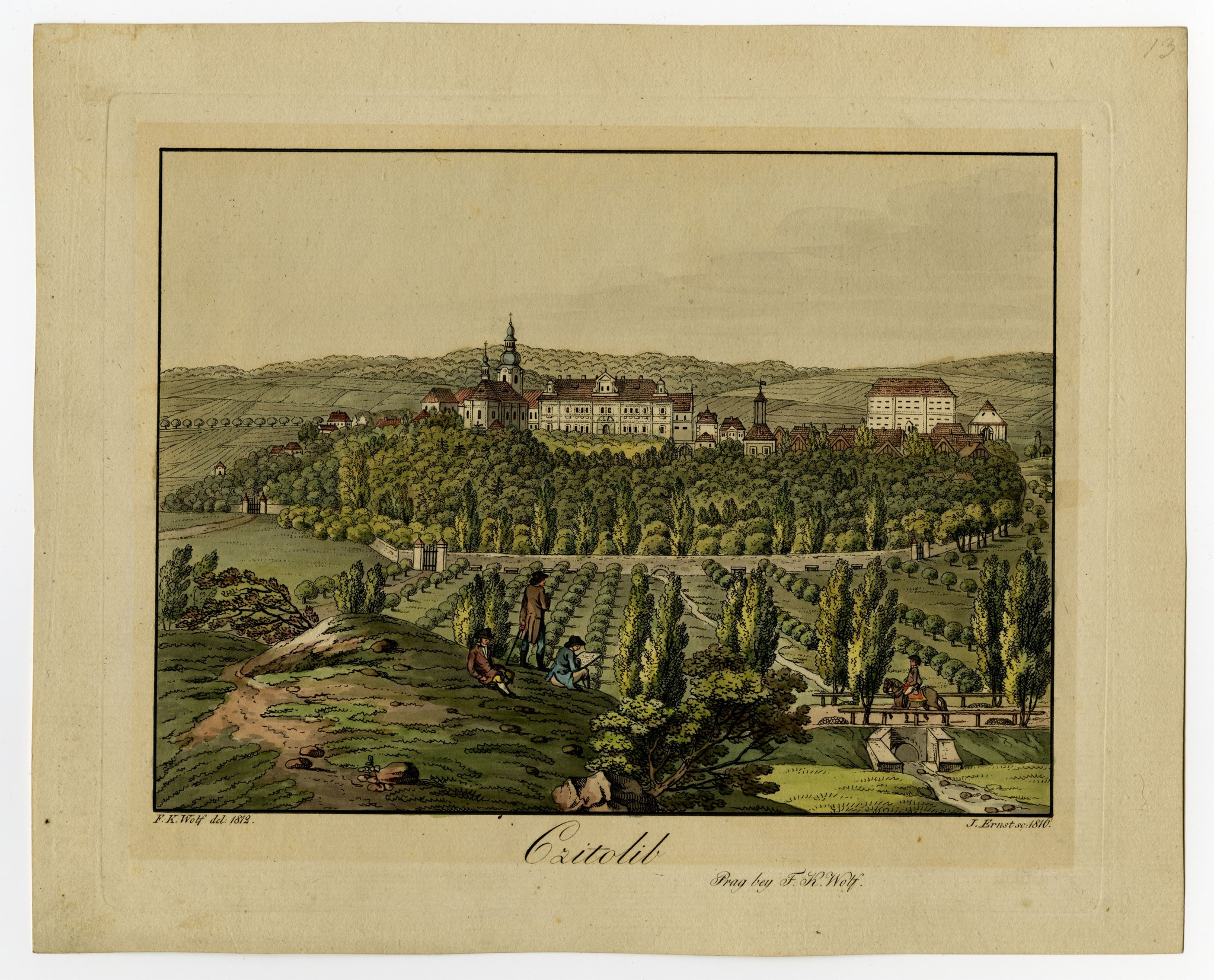
Pohled na Cítoliby z roku 1810, vodárna mezi zámkem a sýpkou

Výstavba vodárenské věže zřejmě souvisí s rozvojem vesnice za Schützů z Leipoldsheimu na konci 17. století. Tehdy byl do barokní podoby přestavěn renesanční zámek a při něm založena francouzská zahrada, východně od vsi vznikla ohrazená bažantnice s rybníkem a zřízen vodovod, napájený pramenem zvaným Barborka, který vyvěral přímo na návsi. Vodovod napájel jak zámek, tak zdejší pivovar.
Vodárna je poprvé zachycena na plánu vesnice z roku 1727. V onom roce nařídilo místodržitelství všem panstvím vypracovat plány, na nichž by byla uvedena vzdálenost židovského obydlí od kostela. Na cítolibském plánku se její výška uvádí třicet loktů, což odpovídá necelým osmnácti metrům. Tato budova však v roce 1738 vyhořela. V prosinci toho roku žádal cítolibský purkrabí město Louny o zapůjčení lan, jejichž pomocí by bylo možné do patra nové vodárny vytáhnout trubky. Vodárenskou věž je tedy možné datovat do přelomu let 1738/1739. V roce 1885 byla snížena její střecha a z té doby pochází korouhvička. Vodárenská věž ukončila svou činnost ve dvacátých letech 20. století. V budově byl zřízen v té době sirotčinec. Později byly v jejích prostorách byty nebo klubovna. Vodárenská věž je v soukromých rukou.

## Popis budovy
Vodárenská věž je samostatně stojící zděná omítaná třípodlažní a podsklepená budova, postavena na půdorysu čtverce o rozměrech 8,2 × 8,6 × 8,9 × 8,6 m. Pozdně barokní stavba se směrem vzhůru zužuje a je zastřešena stanovou střechou ukončenou kuželovou hrotnicí. Jako krytina jsou použity pálené tašky bobrovky, hrotnice je plechová. Věž stojí na nízkém soklu, tři stěny mají po dvou okenních osách. Obdélná okna jsou v rámech s uchy a klenáky. Západní stěna je bez oken. U severní stěny do výše prvního patra je vstupní přístavek. Mezi patry je pásová římsa a fasádu ukončuje korunní římsa. Fasáda je členěna lizénovými rámy. Omítka střídá hladké okrové plochy s hrubými strukturovanými šedými plochami. V suterénu byl vstup do bývalého vodního kanálu. V přízemí se nacházelo vodní kolo, které pohánělo pumpu, čerpající vodu do nádrže v horním patře a dále do zámku.